# Сарадакаси
Сарадака́си (рос. Сарадакасы, чув. Хурăн Чăкăр) — присілок у складі Чебоксарського району Чувашії, Росія. Входить до складу Шинерпосинського сільського поселення.
Населення — 70 осіб (2010; 53 у 2002).
Національний склад:
- чуваші — 98 %